# Strålkastare

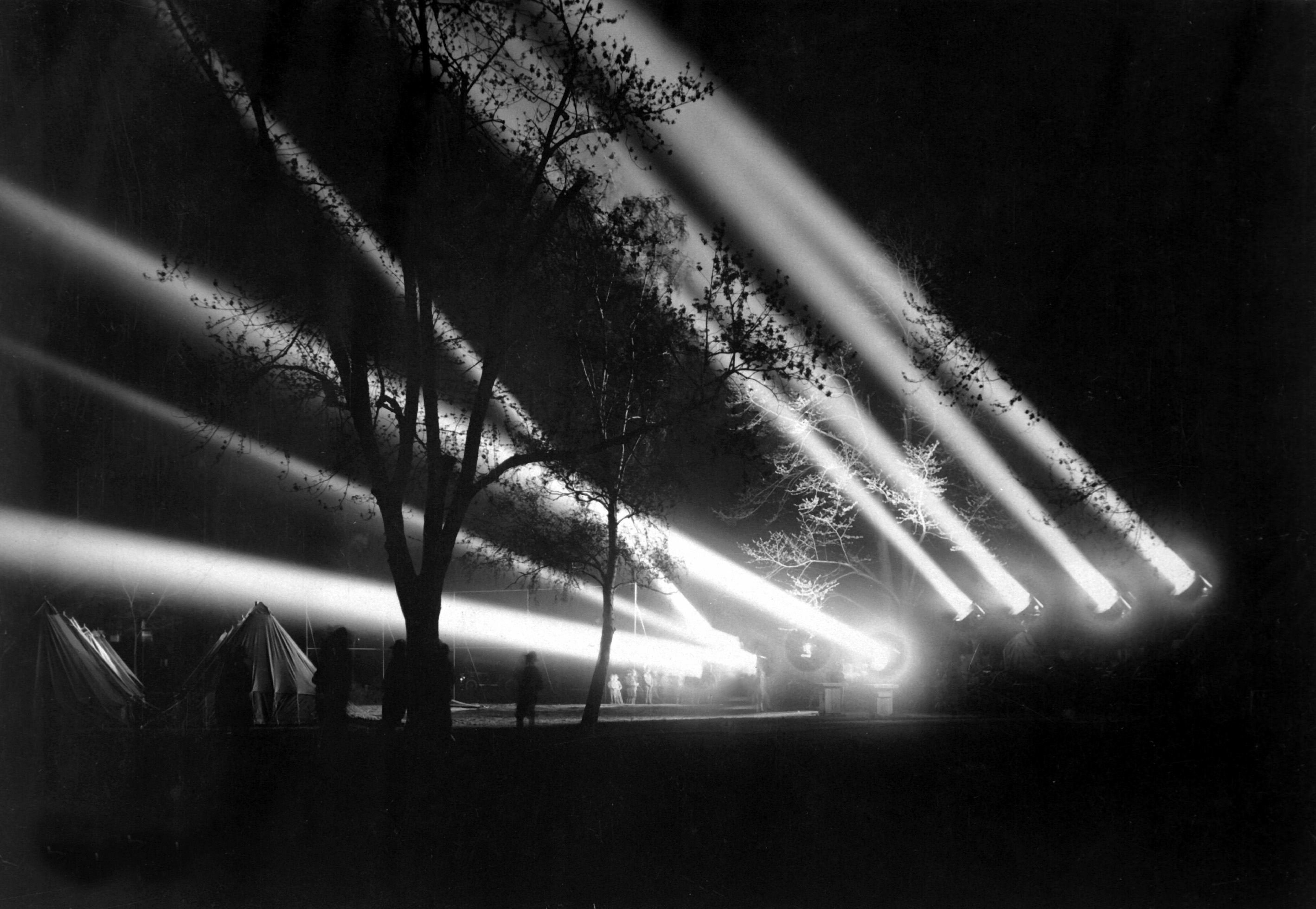
Brittiska luftvärnsstrålkastare.

En strålkastare är en anordning som ger en koncentrerad belysning av ett föremål eller ett område på stort avstånd.

## Funktion
Strålkastare har en parabolisk reflektor i vars fokus en kraftig ljuskälla är monterad. Anordningen alstrar ett parallellt strålknippe. Ljuskällan utgörs numera av en halogen- eller LED-lampa. Äldre strålkastare hade en elektrisk båglampa som ljuskälla. Sådana förekom som luftvärnsstrålkastare under andra världskriget eller användes vid filminspelningar. Andra användningsområden för strålkastare är framlyktor på fordon, scenstrålkastare för teater och television, i projektorer eller i fyrtorn där ljusknippet samlas och riktas med hjälp av reflektorer, linser eller en kombination av båda. Det finns även handburna strålkastare som används av exempelvis räddningstjänsten.

## Bilder, exempel

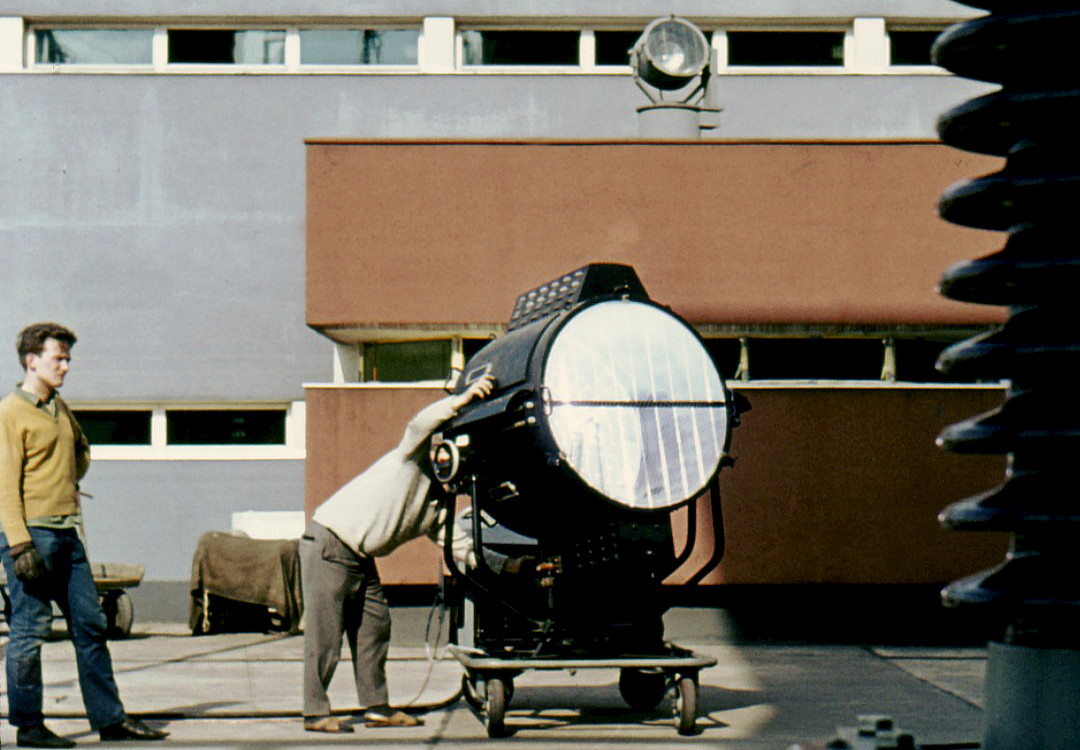
Båglampsstrålkastare under en filminspelning 1964.
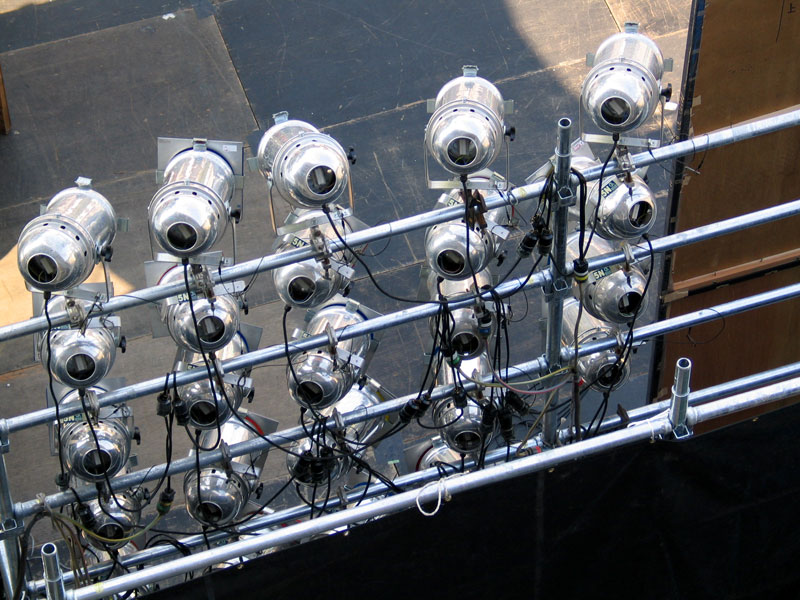
Scenstrålkastare av typ PAR-lampa.
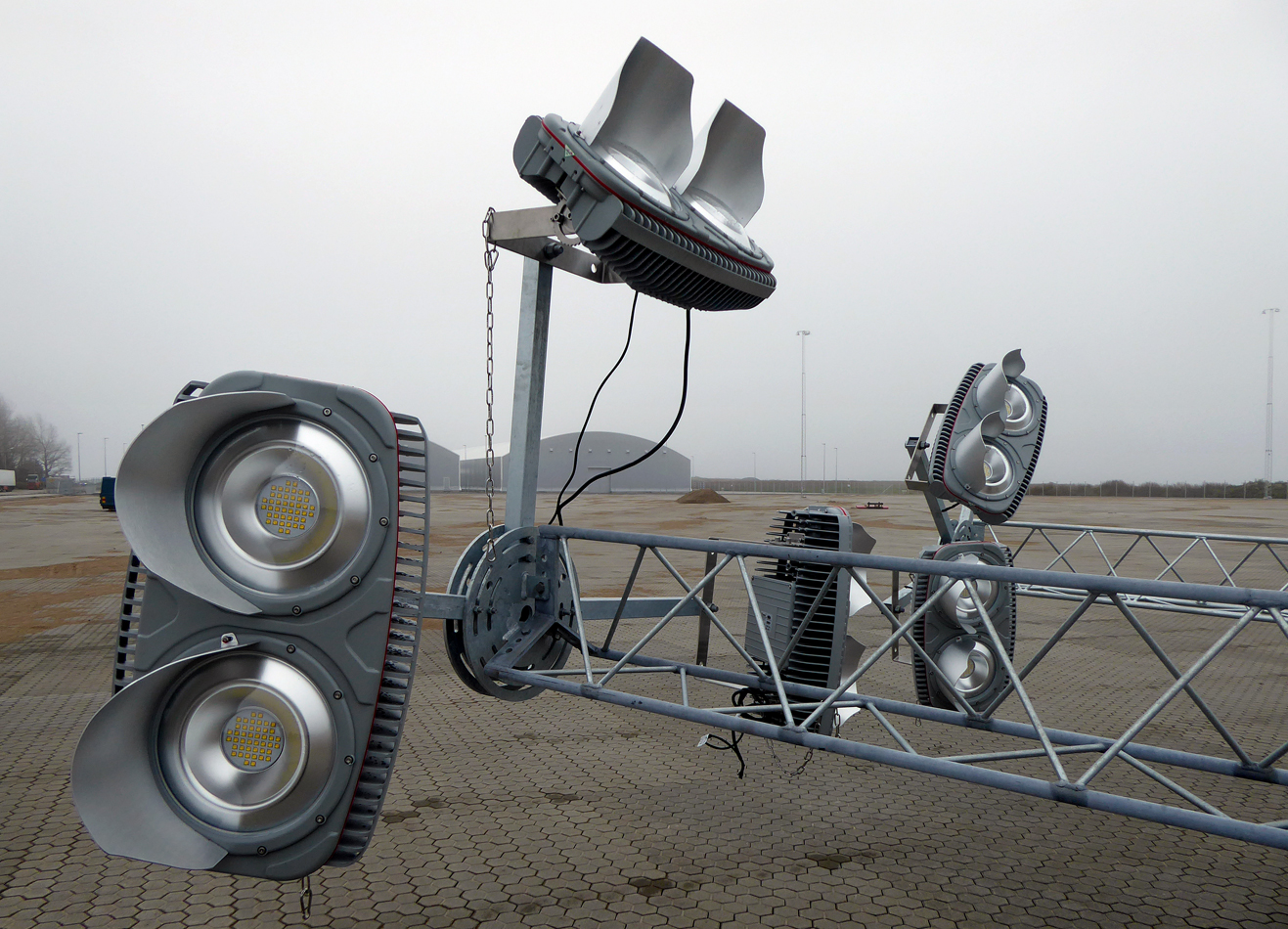
Strålkastare med LED, under montage, 2017.
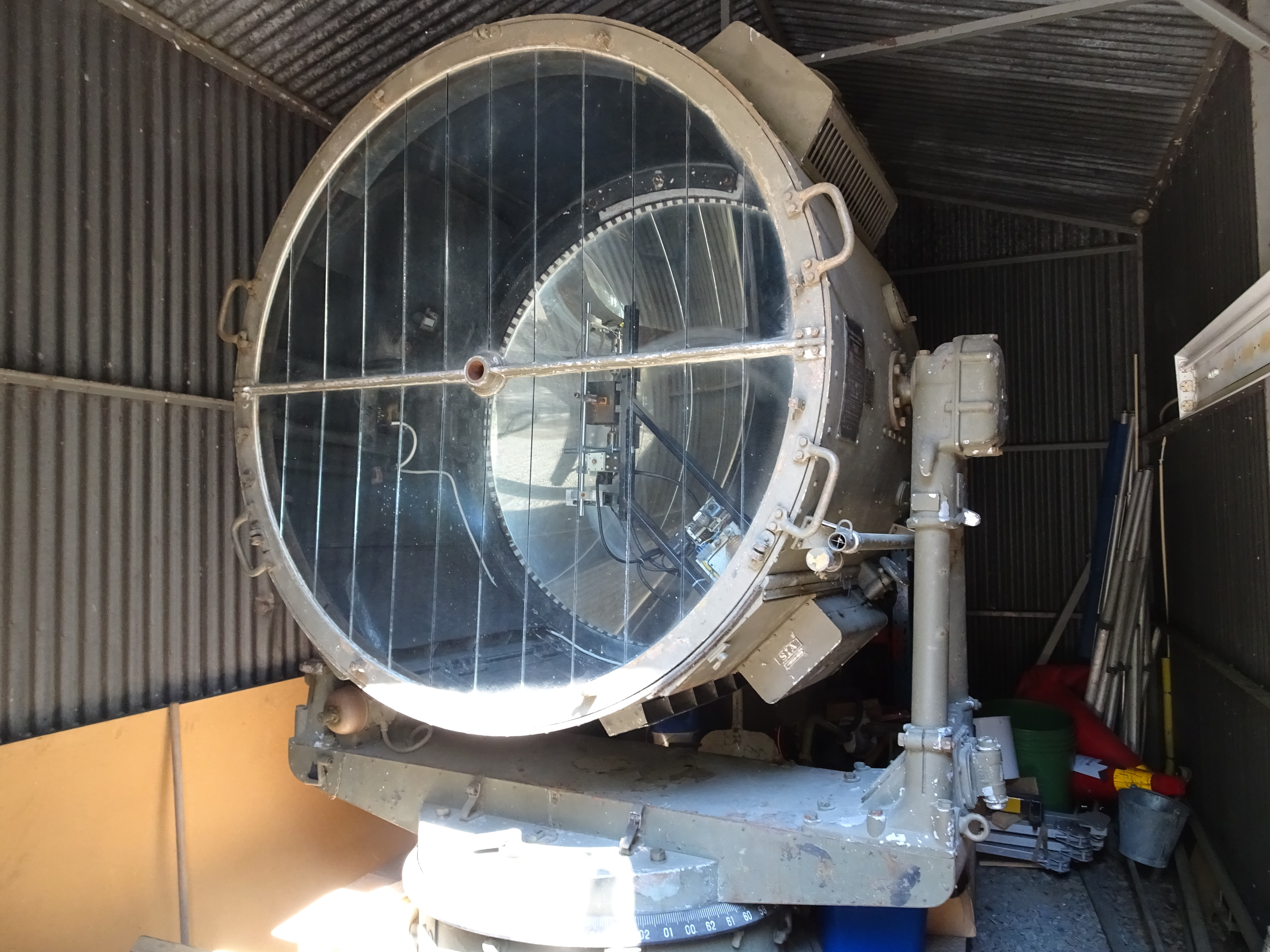
Svensk luftvärnsstrålkastare vid Femörefortet.
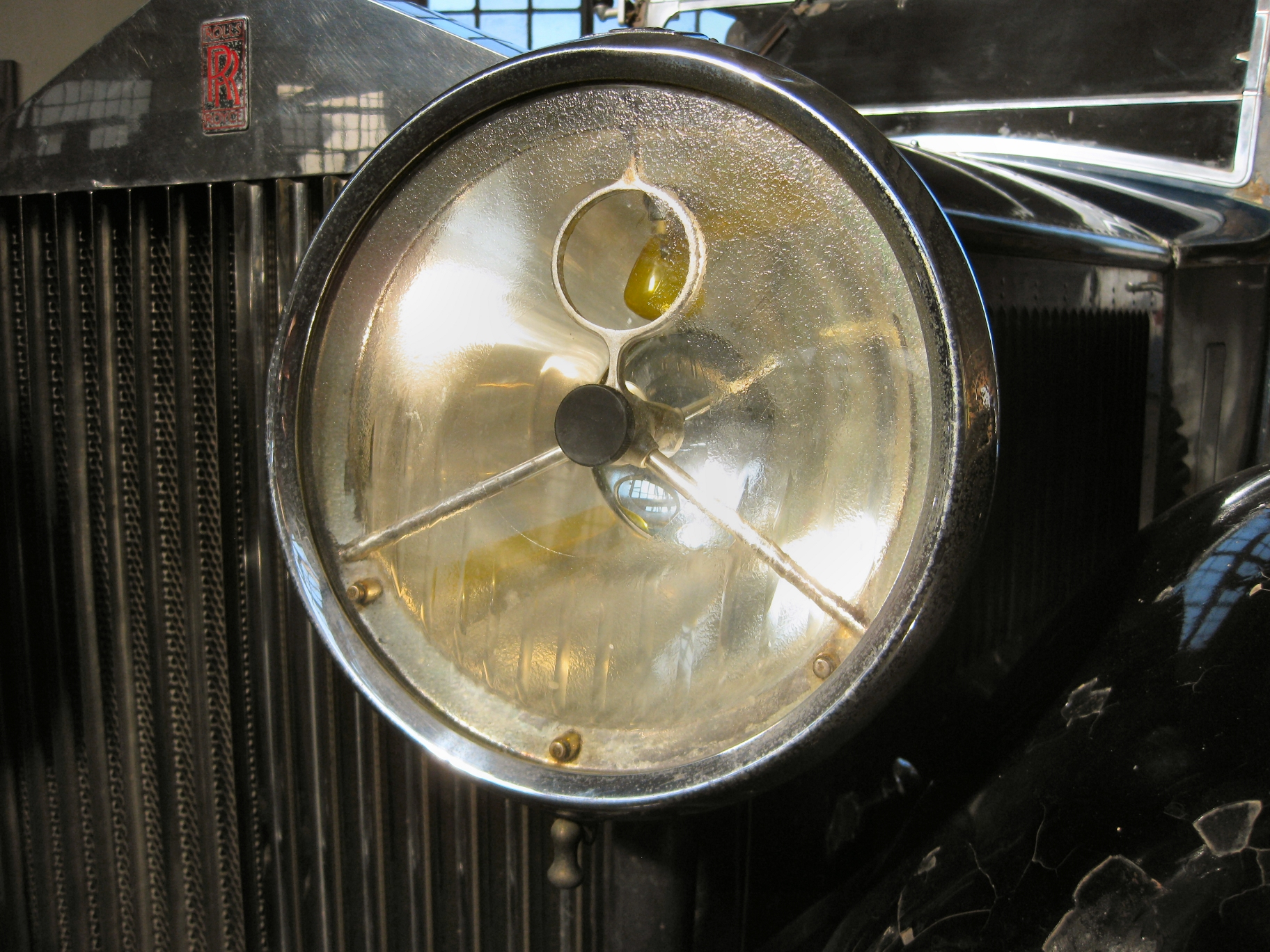
Bilstrålkastare på en Rolls Royce Phantom II 1930.
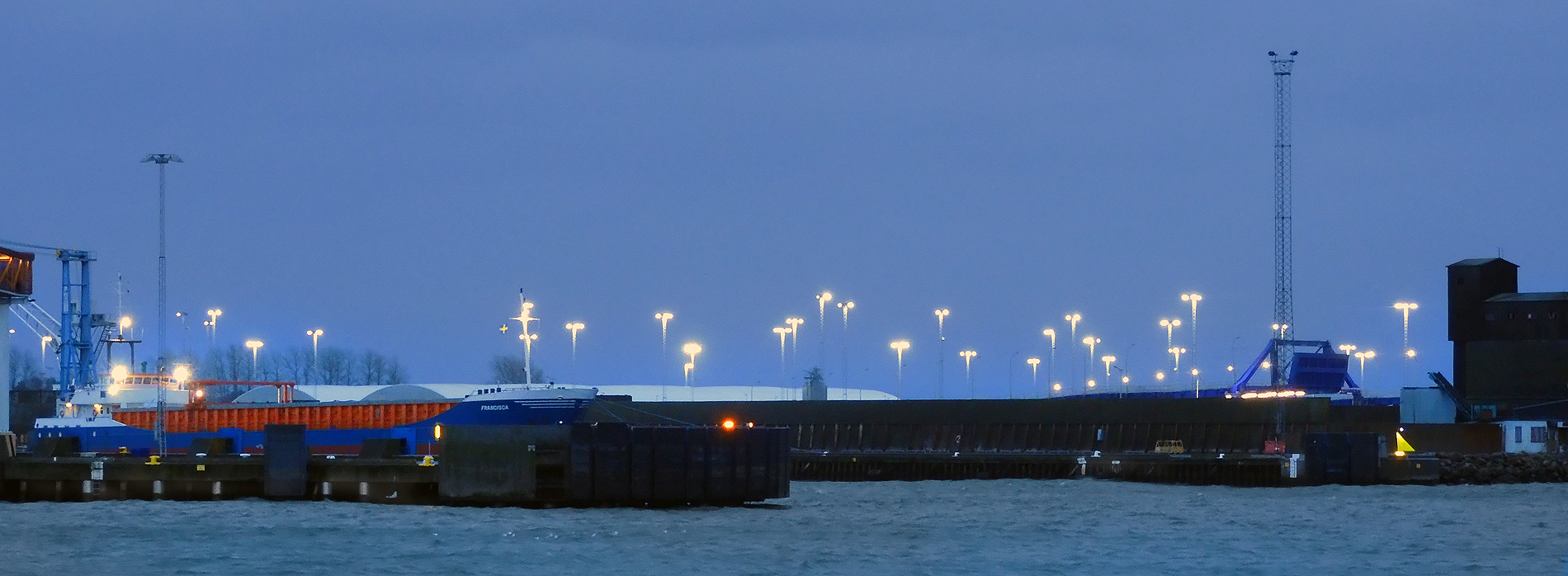
Strålkastare över Ystads hamn.